# Carlos Toshiki and Omega Tribe with 1986 Omega Tribe
『Carlos Toshiki and Omega Tribe with 1986 Omega Tribe』（カルロス・トシキ アンド オメガトライブ ウィズ ナインティーンエイティシックス オメガトライブ）は、日本のAORバンドである1986オメガトライブ、カルロス・トシキ&オメガトライブのベスト・アルバムである。

## 解説
シングル「どうして好きといってくれないの」の発売を記念した、プロモーション用・非売品のベストアルバムである。
後に発売されたボックスセット『1986 OMEGA TRIBE CARLOS TOSHIKI&OMEGA TRIBE COMPLETE BOX "Our Graduation"』には、アルバム形式としては唯一収録されていない。元々プロモーション用として製作されたアルバムであり、アルバムに収録されている楽曲は、全てボックスセットに収録されている。

## 収録曲
1. 君は1000%
  - 作詞: 有川正沙子、作曲: 和泉常寛、編曲: 新川博
2. Super Chance
  - 作詞: 売野雅勇、作曲: 和泉常寛、編曲: 新川博
3. Navigator
  - 作詞: 藤田浩一・カルロス・トシキ、作曲: 西原俊次、編曲: 船山基紀
4. Cosmic Love
  - 作詞: 藤田浩一、作曲: 和泉常寛、編曲: 新川博
5. Crystal Night
  - 作詞: 藤田浩一・カルロス・トシキ、作曲: 和泉常寛、編曲: 新川博
6. Brilliant Summer
  - 作詞: 売野雅勇、作曲: 和泉常寛、編曲: 新川博
7. Miss Lonely Eyes
  - 作詞: 売野雅勇、作曲: 和泉常寛、編曲: 新川博
8. Stay Girl Stay Pure
  - 作詞: 売野雅勇、作曲: 和泉常寛、編曲: 新川博
9. Down Town Mystery ("DAYLIGHT" VERSION)
  - 作詞: 売野雅勇、作曲: 和泉常寛、編曲: 新川博
10. アクアマリンのままでいて
  - 作詞: 売野雅勇、作曲: 和泉常寛、編曲: 新川博
11. REIKO
  - 作詞: 康珍化、作曲: 和泉常寛・新川博、編曲: 新川博、ジェリー・ヘイ
12. Be Yourself
  - 作詞: 売野雅勇、作曲: 林哲司、編曲: 新川博
13. Innocent Dreamer
  - 作詞: 売野雅勇、作曲: 和泉常寛、編曲: 新川博
14. Last Train
  - 作詞: 田口俊、作曲: 杉山清貴、編曲: 新川博
15. どうして好きといってくれないの
  - 作詞: 売野雅勇、作曲: 林哲司、編曲: 新川博
16. ブラインド・プロフィール
  - 作詞:秋元康 、作曲: 林哲司、編曲: 新川博

「Innocent Dreamer」と「Last Train」は、アルバム『be yourself』同様のメドレー形式で収録されている。